# کبوتر وحشی (فیلم)
کبوتر وحشی (روسی: Чужая белая и рябой) فیلمی به کارگردانی سرگئی سولویوف محصول اتحاد جماهیر شوروی است که در سال ۱۹۸۶ منتشر شد.